# Quartet de corda núm. 9 (Xostakóvitx)
El Quartet de corda núm. 8 en mi bemoll major, op. 117, va ser compost per Dmitri Xostakóvitx el maig de 1964. Va ser estrenat pel Quartet Beethoven (Dmitri Tsiganov, Vassili Xirinski, Vadim Borissovski, Serguei Xirinski) el 20 de novembre de 1964 a la Sala Gran del Conservatori de Moscou. El va dedicar a Irina Supinskaia, la seva tercera esposa i amb qui feia dos anys que s'havia casat.

## Estructura
L'obra té cinc moviments amb una durada aproximada de 26 minuts:
1. Moderato con moto
2. Adagio
3. Allegretto
4. Adagio
5. Allegro

## Origen i context
Després del prolífic any en què es va crear el Quartet núm. 8, els primers anys de la dècada dels seixanta van ser especialment rellevants per a Xostakóvitx i per a la Unió Soviètica. El XXII Congrés del Partit, tot i que no va fer públic el discurs de Khrusxov, va marcar un avanç significatiu en la desestalinització del país. Khrusxov, conegut per la seva escassa sensibilitat artística, va oferir cert marge als creadors, mirant cap a un altre costat davant l’art abstracte o la literatura simbolista i mostrant una certa atenció a les denúncies d’antisemitisme. Un altre fet que indicava que alguna cosa començava a canviar: Bernstein va aconseguir dirigir a Moscou la maleïda Consagració de Stravinski —una obra que, segons Testimoni, les "memòries" novel·lades per Volkov, a Xostakóvitx no li feia el pes—, i el mateix Stravinski va visitar la Unió Soviètica el 1962, convidat, sorprenentment, per Tíkhon Khrénnikov, que havia donat suport a la "línia del partit" en la música i que va participar en la persecució de compositors.
Xostakóvitx va continuar mantenint una relació tàctica amb el govern soviètic (la seva Simfonia núm. 12 li havia garantit un reconeixement dins del sistema comunista i, a la llarga, li facilitaria l'entrada al Partit Comunista). Va aconseguir finalment estrenar la Simfonia núm. 4, ignorada durant més de vint-i-cinc anys, i va compondre un contundent manifest contra l’antisemitisme vigent, la Simfonia núm. 13 Babi Iar. També va acceptar revisar i moderar l'òpera Lady Macbeth, rebatejant-la com Katerina Ismailova per fer-la acceptable de nou en els escenaris soviètics. En aquest context, van aparèixer els seus Quartets núm. 9 i 10.
Dedicat a Irina Supinskaia, amb qui Xostakóvitx es va casar durant la tardor de 1962, aquesta obra reflecteix un període de renovada energia per al compositor. Ella tenia vint-i-set anys en aquell moment, i la vitalitat de la seva presència semblava revifar les seves motivacions. Les seves jornades estaven tan plenes d’activitat i entusiasme que gairebé no li quedava temps per dedicar-se a la composició. Tanmateix, Novè Quartet va ser creat en qüestió de pocs dies, entre el 2 i el 28 de maig de 1964. El resultat final es va apartar considerablement de la idea inicial de Xostakóvitx, que havia planejat una obra curta i lleugera. En lloc d'això, va tornar a explorar la idea ja recurrent d'una peça amb moviments interconnectats i una sonoritat que superés els límits habituals del format de música de cambra.

## Música
El Novè Quartet representa una etapa plena d'idees en plena maduresa creativa de Xostakóvitx. El quartet explora una àmplia gamma d’emocions que van des del caprici fins a l’ambigüitat, però el to general és profundament elegíac, transmetent una sensació de pèrdua i el pas implacable del temps. Aquest to està present en gran part de la seva obra tardana. Aquesta obra consta de cinc moviments que es toquen sense pauses, amb dos moviments lents que envolten un scherzo central. El primer moviment és líric i quasi pastoral, evocant el paisatge rus, però l’Adagio següent estableix un ambient elegíac dominant. L'scherzo, que comença amb un ritme i un tema que recorda l’Obertura de Guillem Tell de Rossini (una de les preferides del compositor), evoluciona cap a una dansa russa frenètica, intercalada amb episodis més tranquils i misteriosos que tenen un aire folklòric.